# Ива копьевидная
И́ва копьеви́дная (лат. Sálix hastáta) — вид цветковых растений из рода Ива (Salix) семейства Ивовые (Salicaceae).

## Распространение и экология

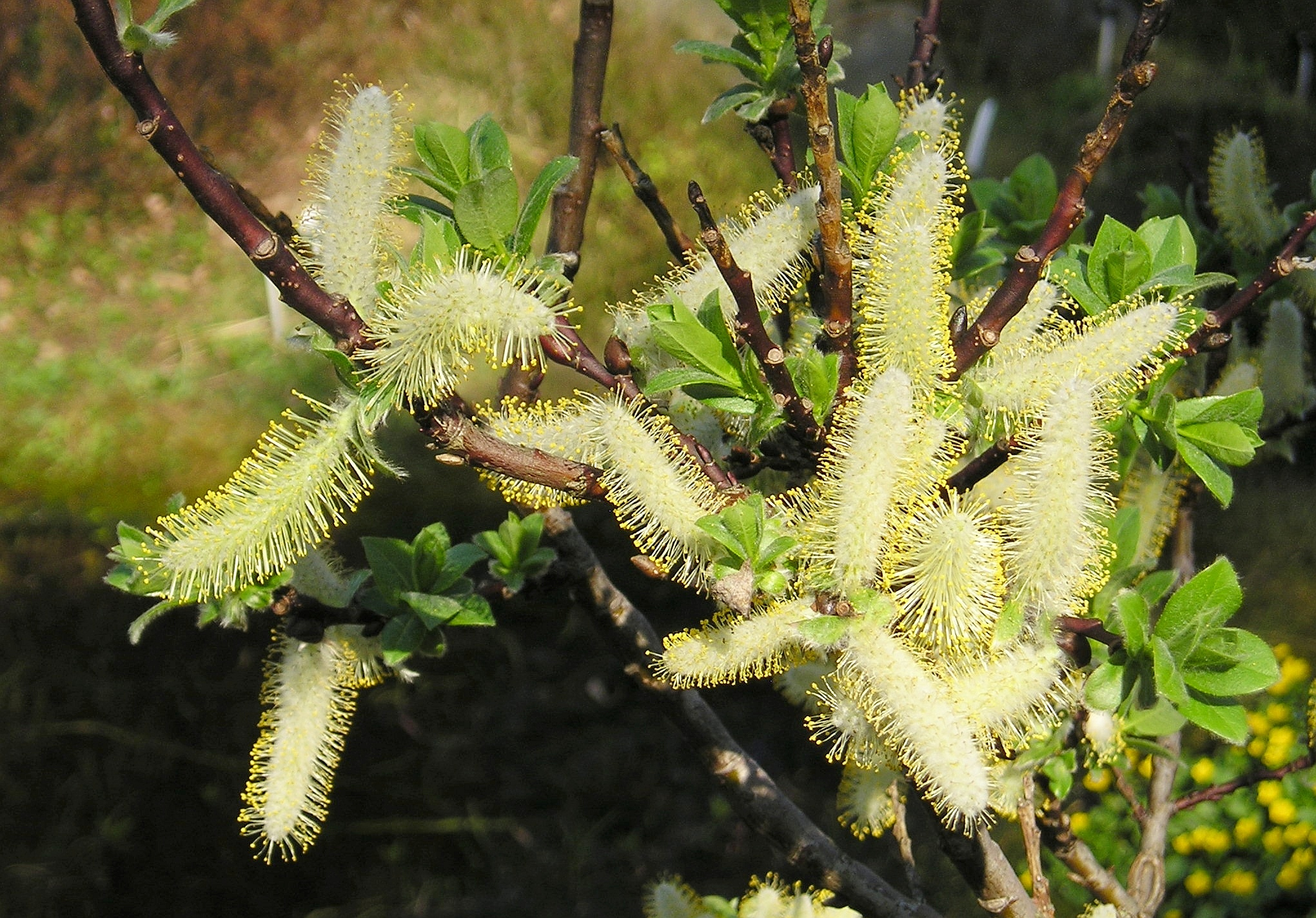
Ива копьевидная в ботаническом саду Дрездена.

В природе ареал вида охватывает практически всю территорию Европы, Кавказ, Сибирь, Центральную Азию (Казахстан, Таджикистан, Монголия и Китай), Дальний Восток России и Северную Америку (запад Канады и северо-запад США).
Произрастает в лесной зоне, лесотундре; лесном, субальпийском и альпийском поясе гор. 

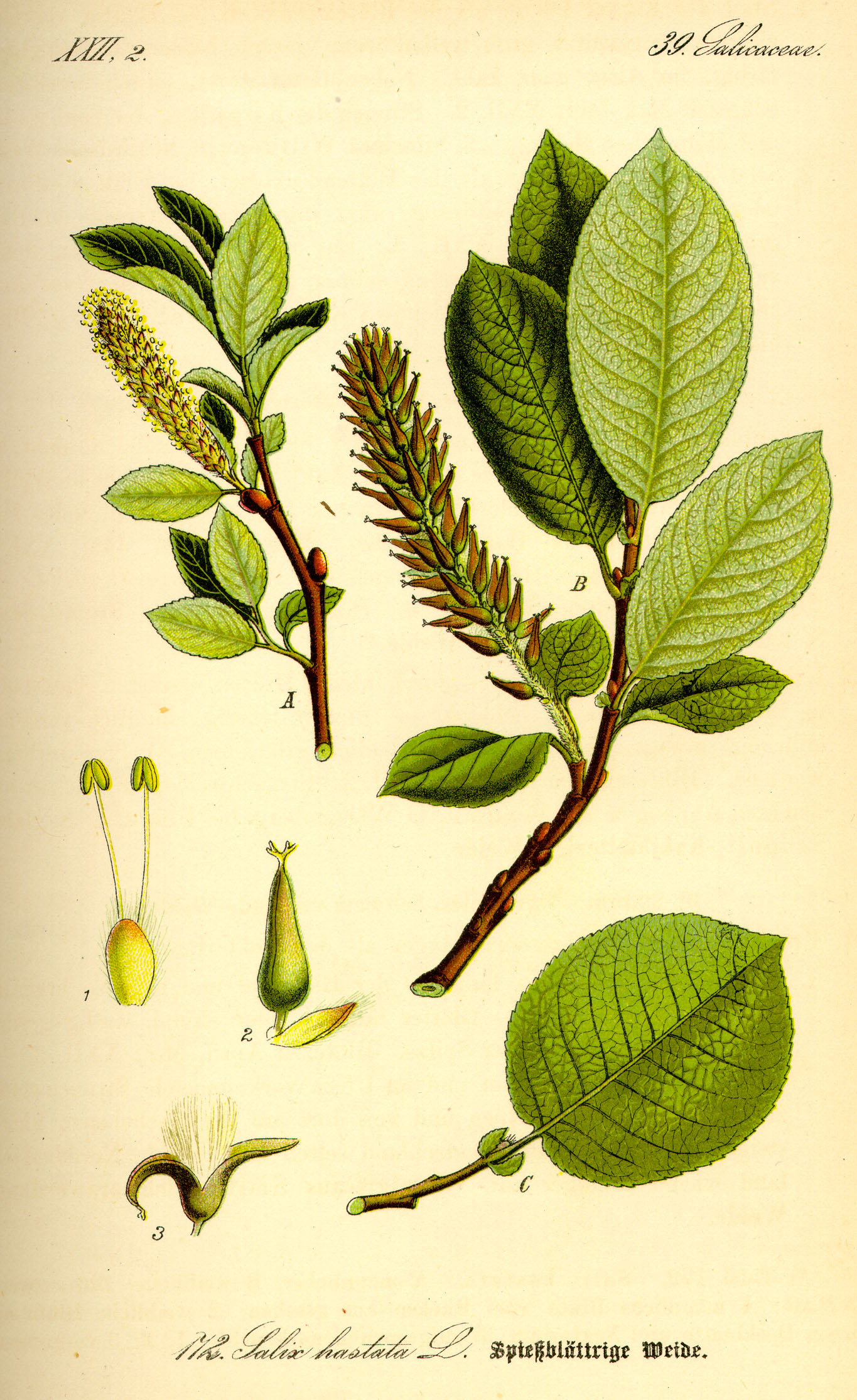

## Ботаническое описание
Кустарник высотой до 1,5—2 м, в альпийском поясе почти распластанный. Годовалые ветви жёлто- или тёмно-бурые, почти голые. Обнажённая древесина без валиков.
Почки яйцевидные, тупые, на верхушке волосистые. Прилистники полусердцевидные, косо-яйцевидные или почковидные, реже копьевидно-заострённые, пильчатые. Листья тонкие, яйцевидные, продолговатые, эллиптические или ланцетные, длиной 1,5—7 см, шириной 1—3,5 см, обычно мелкопильчатые, реже цельнокрайные, голые, сверху тускло-зелёные, снизу светлые или сизые, на голых черешках длиной 2—7 мм. В лесном поясе листья и прилистники крупнее, пластинка листа широкая, почти округлая или эллиптическая, часто зубчатая; в субальпийском — листья уже, прилистники мельче и наблюдаются реже; в альпийском — листья мелкие, ланцетовидные, почти цельнокрайные, часто без прилистников.
Серёжки цилиндрические, плотные. Прицветные чешуи продолговатые или продолговато-лопатчатые, тупые или острые, светло-бурые, беловолосистые. Тычинки в числе двух, свободные, в исключительных случаях — частично спаянные, голые, длиной до 7 мм, с жёлтыми пыльниками. Завязь коническая, длиной до 4 мм, притуплённая, голая, зелёная или буро-зелёная, с коротким, двулопастным рыльцем.
Плод — голая коробочка длиной до 7 мм.
Цветение в июле; в лесном поясе серёжки развиваются раньше листьев, в верхних поясах одновременно с ними. Плодоношение в июле.

## Химический состав
В коре содержится около 11 % таннидов и салицин. В листьях содержится значительное количество протеина и немного клетчатки. Зола содержит (в %): фосфор 4,31, железо 2,13, кальций 18,40, магний 9,72, калий 5,98. 

## Значение и применение
Листья хорошо поедаются северным оленем (Rangifer tarandus). Местами даёт значительную кормовую массу. Имеет существенное значение как летний корм для оленя.
В Якутии важное кормовое растение в рационе европейского лося (Alces alces Linnaeus).

## Таксономия
Вид Ива копьевидная входит в род Ива (Salix) семейства Ивовые (Salicaceae) порядка Мальпигиецветные (Malpighiales).
|  |                                      |  |                                                             |                                                             |                  |  | ещё 36 семейств (согласно Системе APG II) | ещё 36 семейств (согласно Системе APG II) |                     |  |  |  | ещё более 500 видов |
|  |                                      |  |                                                             |                                                             |                  |  | ещё 36 семейств (согласно Системе APG II) | ещё 36 семейств (согласно Системе APG II) |                     |  |  |  | ещё более 500 видов |
|  |                                      |  |                                                             | порядок Мальпигиецветные                                    |                  |  |                                           |                                           | род Ива             |  |  |  |                     |
|  |                                      |  |                                                             | порядок Мальпигиецветные                                    |                  |  |                                           |                                           | род Ива             |  |  |  |                     |
|  | отдел Цветковые, или Покрытосеменные |  |                                                             |                                                             | семейство Ивовые |  |                                           |                                           | вид Ива копьевидная |  |  |  |                     |
|  | отдел Цветковые, или Покрытосеменные |  |                                                             |                                                             | семейство Ивовые |  |                                           |                                           |                     |  |  |  |                     |
|  |                                      |  | ещё 44 порядка цветковых растений (согласно Системе APG II) | ещё 44 порядка цветковых растений (согласно Системе APG II) |                  |  |                                           | ещё около 57 родов                        | ещё около 57 родов  |  |  |  |                     |
|  |                                      |  |                                                             | ещё 44 порядка цветковых растений (согласно Системе APG II) |                  |  |                                           |                                           | ещё около 57 родов  |  |  |  |                     |